# Amomum globba
Amomum globba är en enhjärtbladig växtart som beskrevs av Johann Friedrich Gmelin. Amomum globba ingår i släktet Amomum och familjen Zingiberaceae.
Artens utbredningsområde är Thailand. Inga underarter finns listade i Catalogue of Life.